# هنري ريفيير
هنري ريفيير (بالفرنسية: Henri Rivière)‏ هو متزلج جماعي فرنسي، ولد في 16 يناير 1922.

## وصلات خارجية
- هنري ريفيير على موقع أوليمبيديا (الإنجليزية)